# Ceratophryidae
Ceratophryidae (лат.) — семейство бесхвостых земноводных, обитающих в Южной Америке. Ранее рассматривались как подсемейство Ceratophryinae семейства свистуновых. К этому семейству относится лягушка Beelzebufo ampinga, которая, возможно, была самой большой лягушкой из всех когда-либо существовавших на Земле.

## Описание
Это крупные лягушки размером от 10 до 20 см. Голова большая с огромным ртом и очень сильными челюстями. На веках большинства видов есть вытянутые наросты, напоминающие рога. Туловище большое, овальной формы. Кожа шершавая, покрыта бугорками разного размера. Конечности короткие и сильные, задние лапы с плавательными перепонками. Окраска разнообразная, адаптированная под условия проживания — в основном зелёная, оливковая, розовая или коричневая с многочисленными пятнами или крапинками.

## Образ жизни
Обитают во влажных лесах, саваннах, держатся вблизи воды. Ведут наземный образ жизни. В воду заходят во время спаривания и размножения. Активны преимущественно ночью или в сумерках. Это малоподвижные, агрессивные, хищники, поджидающие добычу в засаде зарывшись в мох, листья или рыхлую почву. Питаются зачастую весьма крупной добычей: лягушками, грызунами, ящерицами, моллюсками.

## Размножение
Размножаются в сезон дождей, откладывая много мелкой икры в водоёмы. У Ceratophrys и Lepidobatrachus головастики плотоядные, у Chacophrys — травоядные.

## Распространение
Современные представители являются эндемиками Южной Америки, ископаемые найдены также на Мадагаскаре.

## Классификация
На февраль 2023 года семейство включает 3 рода и 12 видов:
- Ceratophrys Wied-Neuwied, 1824 — Рогатки (8 видов)
- Chacophrys Reig & Limeses, 1963  (1 вид)

- Chacophrys pierottii (Vellard, 1948)

- Lepidobatrachus Budgett, 1899 — Щитоспинки (3 вида)

Кроме того, ряд ископаемых таксонов включен в это семейство, по крайней мере временно:
- † Baurubatrachus
  - † Baurubatrachus pricei — 89,3—83,5 млн лет назад, Бразилия
- † Beelzebufo
  - † Beelzebufo ampinga — 70,6—65,5 млн лет назад, Мадагаскар
- † Wawelia
  - † Wawelia gerholdi — 16,3—15,5 млн лет назад, Аргентина

## Фото

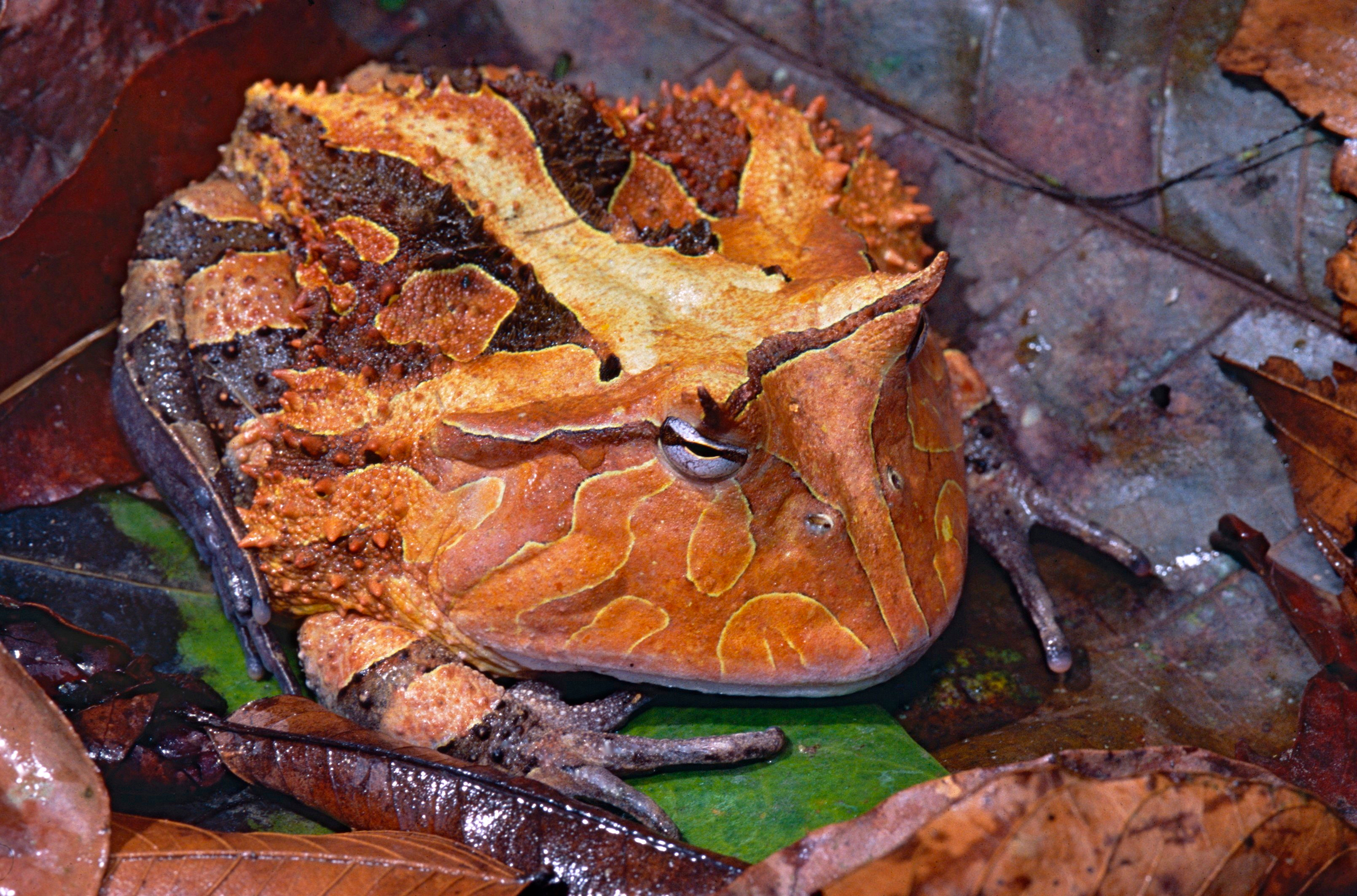
Рогатая лягушка
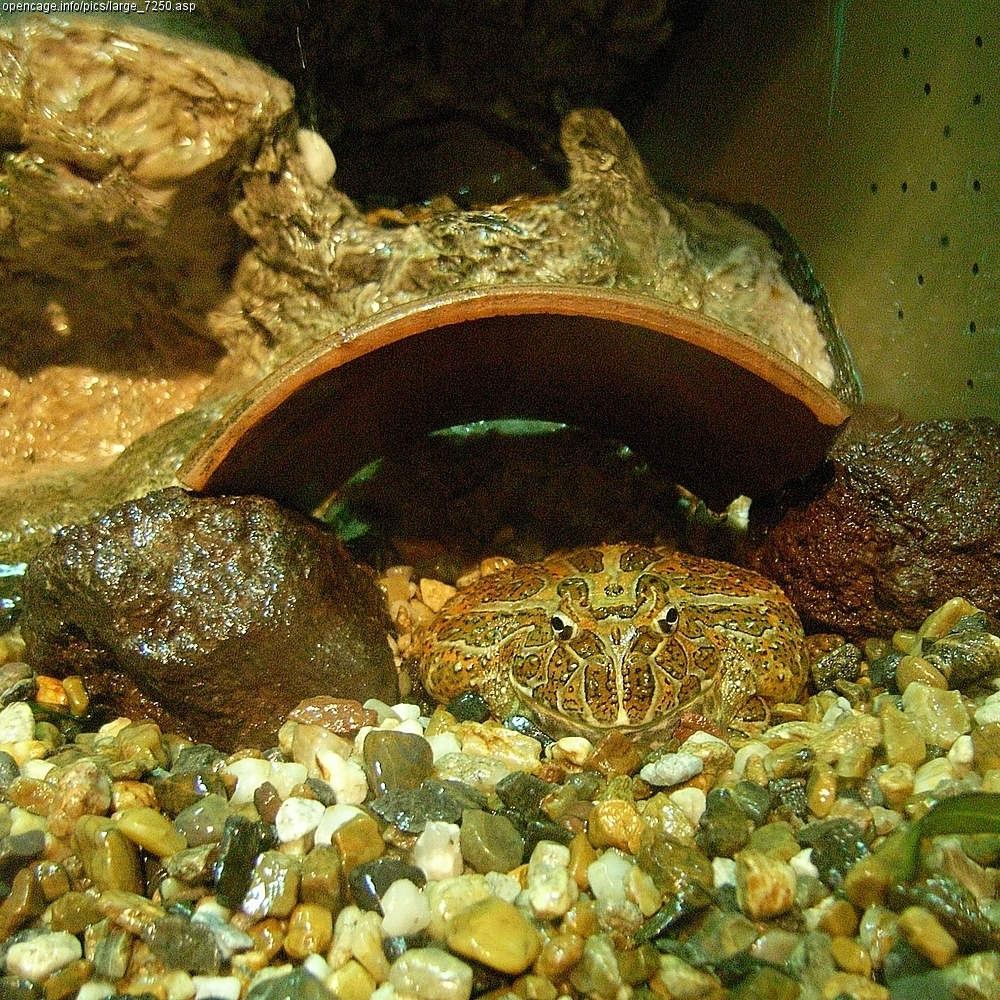
Чакская рогатка
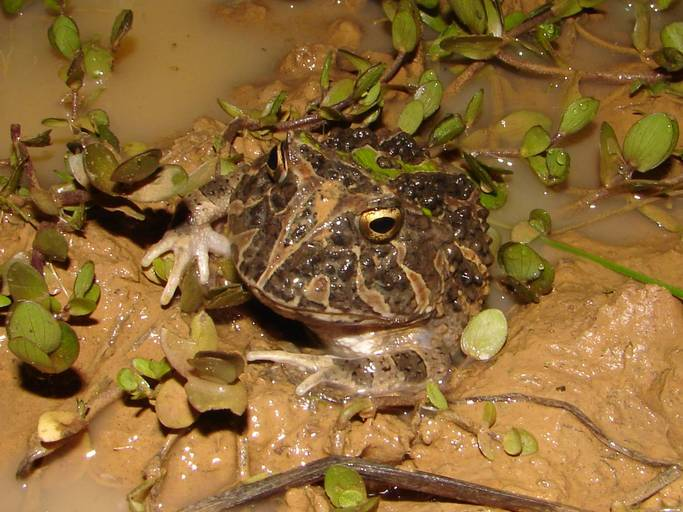
Колумбийская рогатка
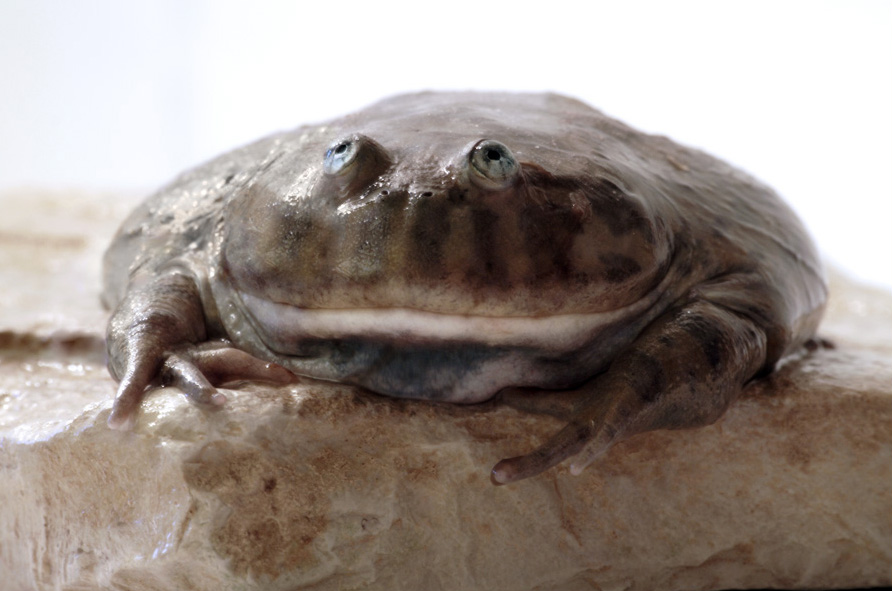
Злая щитоспинка